# Andrena tkalcui
Andrena tkalcui är en biart som beskrevs av Gusenleitner och Schwarz 2002. Andrena tkalcui ingår i släktet sandbin, och familjen grävbin. Inga underarter finns listade i Catalogue of Life.